# Três Ranchos
Três Ranchos är en kommun i Brasilien.   Den ligger i delstaten Goiás, i den sydöstra delen av landet, 290 km söder om huvudstaden Brasília. Antalet invånare är 2 817.
Runt Três Ranchos är det glesbefolkat, med 10 invånare per kvadratkilometer.